# Ariz
Ariz è una stazione della linea 2 della metropolitana di Bilbao.
Si trova lungo Leon Kalea, nel quartiere Ariz del comune di Basauri.

## Storia
La stazione è stata inaugurata il 28 febbraio 2011 ed è stata capolinea della linea 2 fino all'11 novembre 2011, quando è stata inaugurata la stazione di Basauri.